# PEACE of SMILE
『PEACE of SMILE』（ピース・オブ・スマイル）は、May'nの5枚目のオリジナル・アルバム。2017年10月18日にFlyingDogから発売された。

## 背景・リリース
May'nのアルバムとしては前作『NEW WORLD』から約3年9カ月ぶりのリリースとなる。前作リリース以降に発表されたシングル曲や、初CD化となる映画「私の少女時代-OUR TIMES-」の日本語吹替版主題歌「小さな幸せ」や「ストリートファイター」30周年日本版テーマソングとして歌った「恋しさと せつなさと 心強さと」のカバー、テレビアニメ「アクエリオンロゴス」で綺声神心音（CV：千菅春香）に楽曲提供した「君との今日、わたしの声」の新録音バージョン、「本当の声をあなたに預けたくて」のソロバージョン、新曲「バースデイ！～PEACE of SMILE」などを収録。本アルバムのリード曲である「Shine A Light」のミュージック・ビデオは本作には収録されていない。
販売形態は、初回限定盤A（VTZL-134）、初回限定盤B（VTZL-135）、初回限定盤C（VTZL-136）、通常盤（VTCL-60458）の4種で、初回限定盤には、それぞれ異なるプロデューサーと組んだマキシシングルが同梱されており、ジャケットデザインはコラボシングルのコンセプトに合わせたスペシャルパッケージ仕様となっている。
配信限定で「PEACE of SMILE」Selectionがリリースされているが、その中には運命の太陽は収録されていない。

## 収録曲

### タイアップ
1. 「Shine A Light」
2. 「Belief」
13thシングル。テレビアニメ『タブー・タトゥー』オープニングテーマ。
3. 「恋しさと せつなさと 心強さと」
配信限定シングル。ストリートファイター30周年日本版テーマソング。
篠原涼子の4thシングルのカバー曲。
4. 「Re:REMEMBER」
10thシングル。テレビアニメ『M3〜ソノ黒キ鋼〜』オープニングテーマ。
5. 「光ある場所へ」
14thシングル。テレビアニメ『終末のイゼッタ』エンディングテーマ。
6. 「ヤマイダレdarlin'」
11thシングル。テレビアニメ『アクエリオンロゴス』前半オープニングテーマ。
7. 「今日に恋色」
9thシングル。テレビアニメ『いなり、こんこん、恋いろは。』オープニングテーマ。
8. 「小さな幸せ」
配信限定シングル。映画『私の少女時代-OUR TIMES-』日本語吹替版 主題歌。
9. 「本当の声をあなたに預けたくて -May'n Ver.-」
テレビアニメ『アクエリオンロゴス』後半エンディングテーマ。ソロバージョン。
10. 「運命の太陽」
スマートフォン向けRPG『円環のパンデミカ code-S-』主題歌。
11. 「夜明けのロゴス」
12thシングル。テレビアニメ『アクエリオンロゴス』後半オープニングテーマ。
12. 「君との今日、わたしの声」
テレビアニメ『アクエリオンロゴス』綺声神心音キャラクターソング 提供楽曲。
13. 「バースデイ! ～PEACE of SMILE」
14. 「One In A Billion -May'n Ver.-」
テレビアニメ『異世界食堂』第1期オープニングテーマ。ソロバージョン。

## 収録内容
CD
| #         | タイトル                                      | 作詞                                  | 作曲         | 編曲                | 時間  |
| --------- | --------------------------------------------- | ------------------------------------- | ------------ | ------------------- | ----- |
| 1.        | 「Shine A Light」                             | 多保孝一・jam                         | 多保孝一     | NAOKI-T             | 4:31  |
| 2.        | 「Belief」                                    | 空谷泉身                              | KENT・TOMOYA | 高橋浩一郎          | 4:08  |
| 3.        | 「恋しさと せつなさと 心強さと」              | 小室哲哉                              | 小室哲哉     | JUVENILE（OOPARTZ） | 4:12  |
| 4.        | 「Re:REMEMBER」                               | 藤林聖子                              | NAOKI-T      | NAOKI-T             | 4:23  |
| 5.        | 「光ある場所へ」                              | 岩里祐穂                              | 藤澤風緒     | 南田健吾            | 5:09  |
| 6.        | 「ヤマイダレdarlin'」                         | Gabriela Robin                        | 菅野よう子   | 菅野よう子          | 5:20  |
| 7.        | 「今日に恋色」                                | kz（livetune）                        | kz           | kz                  | 4:24  |
| 8.        | 「小さな幸せ【原題：小幸運】」                | 徐世珍・吳輝福 / 日本語訳詞: 地宗明香 | JerryC       | 川田瑠夏            | 4:54  |
| 9.        | 「本当の声をあなたに預けたくて -May'n Ver.-」 | 東京かくれんぼ                        | 鈴木裕明     | NAOKI-T             | 3:44  |
| 10.       | 「運命の太陽」                                | Q-MHz                                 | Q-MHz        | Q-MHz・齋藤真也     | 4:12  |
| 11.       | 「夜明けのロゴス」                            | Gabriela Robin                        | 菅野よう子   | 菅野よう子          | 5:44  |
| 12.       | 「君との今日、わたしの声」                    | May'n                                 | May'n        | 宗本康兵            | 5:22  |
| 13.       | 「バースデイ! ～PEACE of SMILE」              | May'n                                 | NAOKI-T      | NAOKI-T             | 4:38  |
| 14.       | 「One In A Billion -May'n Ver.-」             | 藤林聖子                              | 渡辺未来     | R・O・N             | 4:15  |
| 合計時間: | 合計時間:                                     | 合計時間:                             | 合計時間:    | 合計時間:           | 64:56 |

| #         | タイトル                        | 作詞       | 作曲      | 編曲      | 時間  |
| --------- | ------------------------------- | ---------- | --------- | --------- | ----- |
| 1.        | 「ジェマイユ」                  | 岩里祐穂   | 新田目翔  | 新田目翔  | 3:54  |
| 2.        | 「終わらない夢」                | 中嶋ユキノ | 新田目翔  | 新田目翔  | 4:12  |
| 3.        | 「ジェマイユ」(without May'n)   |            |           |           | 3:54  |
| 4.        | 「終わらない夢」(without May'n) |            |           |           | 4:12  |
| 合計時間: | 合計時間:                       | 合計時間:  | 合計時間: | 合計時間: | 16:12 |

| #         | タイトル                                | 作詞      | 作曲      | 編曲      | 時間  |
| --------- | --------------------------------------- | --------- | --------- | --------- | ----- |
| 1.        | 「重ねたその手のように」                | 宮川弾    | 宮川弾    | 宮川弾    | 4:51  |
| 2.        | 「あたらしいそら」                      | 宮川弾    | 宮川弾    | 宮川弾    | 4:51  |
| 3.        | 「重ねたその手のように」(without May'n) |           |           |           | 4:51  |
| 4.        | 「あたらしいそら」(without May'n)       |           |           |           | 4:52  |
| 合計時間: | 合計時間:                               | 合計時間: | 合計時間: | 合計時間: | 19:25 |

| #         | タイトル                              | 作詞      | 作曲         | 編曲       | 時間  |
| --------- | ------------------------------------- | --------- | ------------ | ---------- | ----- |
| 1.        | 「AMICITIA」                          | TOMOYA    | TOMOYA・KENT | KENT       | 4:11  |
| 2.        | 「Banggin' Your Head」                | 藤林聖子  | TOMOYA・KENT | 高橋浩一郎 | 3:32  |
| 3.        | 「AMICITIA」(without May'n)           |           |              |            | 4:11  |
| 4.        | 「Banggin' Your Head」(without May'n) |           |              |            | 3:32  |
| 合計時間: | 合計時間:                             | 合計時間: | 合計時間:    | 合計時間:  | 15:26 |